# Fusuma
Fusuma (jap. 襖) – ruchomy, rozsuwany panel służący do aranżowania przestrzeni wewnętrznej tradycyjnego domu japońskiego, spełnia również funkcję rozsuwanych drzwi. 

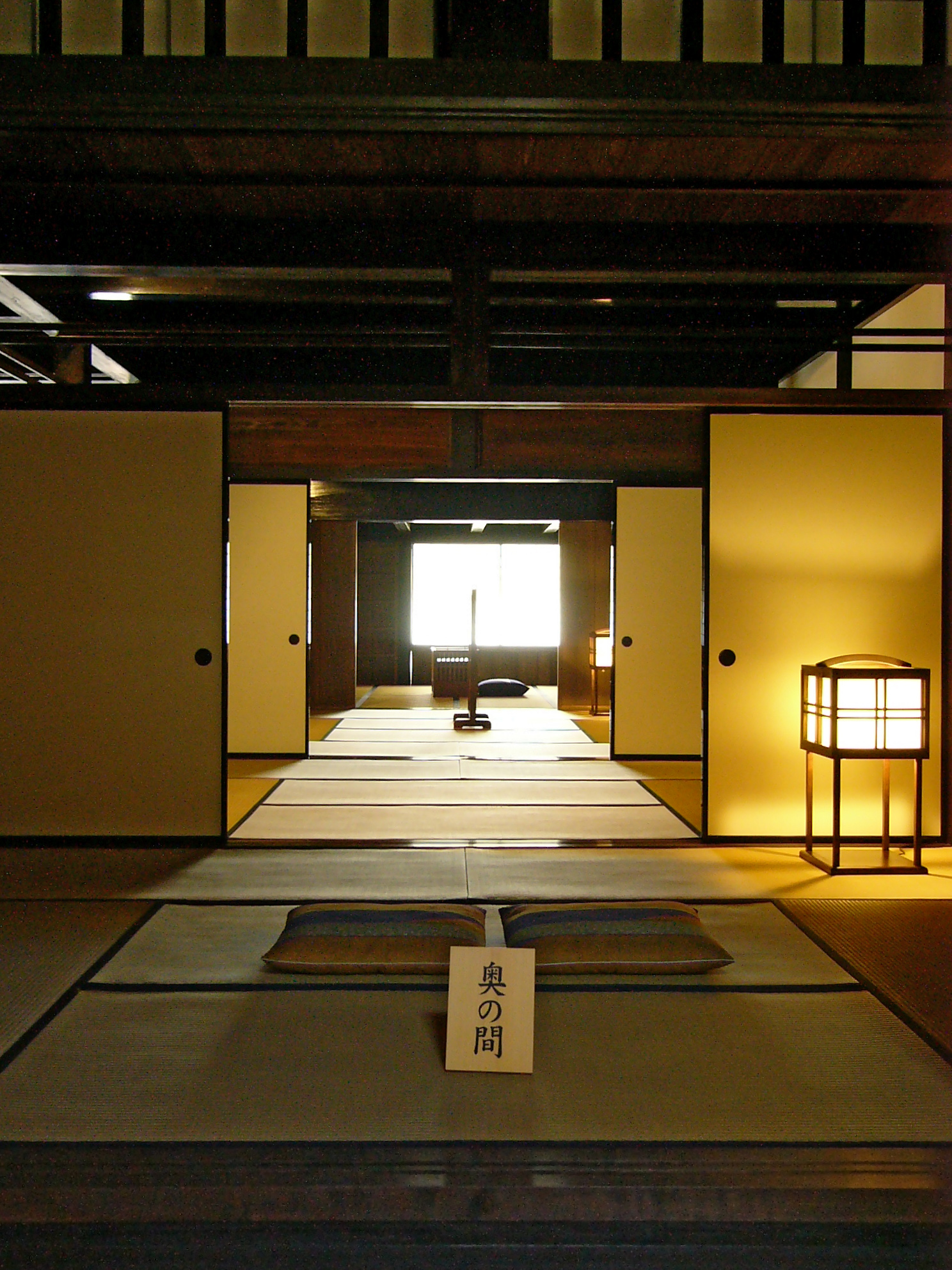
Fusuma

Razem z przesuwanymi ścianami shōji, które przepuszczają światło, fusuma stanowią podstawowy element domu, wpływający na jego układ wewnętrzny. Powierzchnie fusuma mogą być pokrywane malowidłami.